# Clay megye (Georgia)
Clay megye az Amerikai Egyesült Államokban, azon belül Georgia államban található. Megyeszékhelye és legnagyobb városa Fort Gaines. Lakosainak száma 2848 fő (2020. április 1.). Clay megye Quitman, Early, Randolph, Calhoun, Barbour és Henry megyékkel határos.

## Népesség
A megye népességének változása:
| Lakosok száma | 3160 | 3152 | 3106 | 3045 | 3141 | 2848 |
|               | 2010 | 2011 | 2012 | 2013 | 2015 | 2020 |